# Amori in città... e tradimenti in campagna
Amori in città... e tradimenti in campagna (Town & Country) è un film statunitense del 2001, diretto da Peter Chelsom ed interpretato da Warren Beatty e Diane Keaton.

## Trama
Porter Stoddard (Beatty) è un ricco e famoso architetto, ha case a New York, in Park Avenue, e negli Hamptons, oltre a una casa per le vacanze a ovest, nella Sun Valley, nell'Idaho. È sposato da 25 anni con Ellie (Keaton), una designer di interni altrettanto famosa, ma ha avuto una relazione con Alex (Kinski), una giovane e bella violoncellista.
Durante i preparativi del matrimonio dei loro migliori amici sorge un problema: Mona Morris (Hawn) vuole divorziare dal marito antiquario Griffin (Shandling), poiché lo ha sorpreso con un'altra donna in un albergo, senza però rendersi conto che il nuovo partner romantico del marito è un uomo travestito. Mona vuole andare in Mississippi per vedere la casa della sua infanzia; Ellie è preoccupata per la depressione di ona sullo stato del suo matrimonio e sente che non dovrebbe stare da sola, quindi chiede a Porter di accompagnare Mona. In Mississippi, i due finiscono per avere una rapida avventura sessuale.
In conseguenza delle imbarazzanti situazioni 'domestiche', Porter e Griffin volano da soli a Sun Valley per scappare dai loro problemi. Ma non passa molto tempo che Porter si ritrova in un romantico intreccio con Eugenie Claybourne (MacDowell), un'ereditiera viziata il cui padre (Heston), amante della pistola, sta già caricando il fucile nel caso in cui Porter faccia un torto alla figlia. Uno spirito libero di nome Auburn (Elfman) finisce anche per coinvolgere Porter e Griffin in una festa di Halloween, alla quale i due si presentano con costumi assurdi.
Quando Porter ritorna a New York, tutto sta andando a pezzi, non solo la sua vita familiare ma anche la sua casa. E, una volta per tutte, Griffin trova il coraggio di dire a sua moglie che la sta lasciando per qualcun altro, ma non è un'altra donna.

## Riconoscimenti
Razzie Awards 2001:
- Peggior attore non protagonista per Charlton Heston
- Nomination Peggior attrice non protagonista per Goldie Hawn
- Nomination Peggior regista per Peter Chelsom